# Recluserie de Saint-Flour
 (avril 2020).
Si vous disposez d'ouvrages ou d'articles de référence ou si vous connaissez des sites web de qualité traitant du thème abordé ici, merci de compléter l'article en donnant les références utiles à sa vérifiabilité et en les liant à la section « Notes et références ».

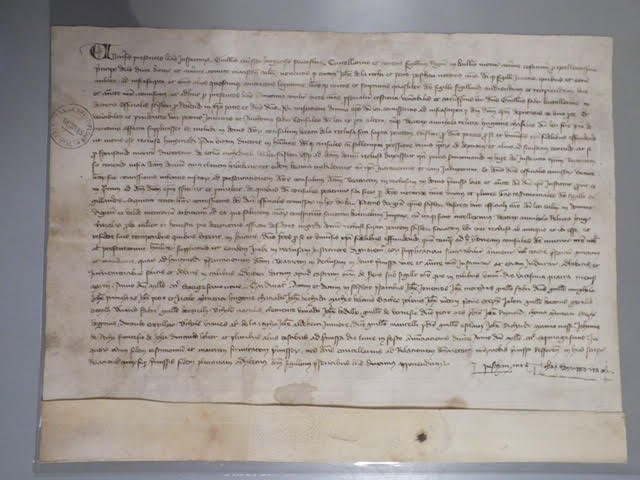
Beatrix Avinhol, recluse de 1370.

La recluserie de Saint-Flour est une recluserie installée sur le Pont Vieux de Saint-Flour, dans le département français du Cantal, vraisemblablement depuis le XIIe siècle et jusqu’au XVIe siècle. Au centre de ce pont se dresse un réduit de quelques mètres carrés dans lequel vit ou du moins survit, grâce aux offrandes des Sanflorains, une jeune femme ou parfois un jeune homme, qui par ses prières, doit protéger la ville des épidémies et des attaques de brigands.

## Fondation
La date exacte de la fondation du reclusage de Sainte-Christine est ignorée. On ne peut toutefois le remonter au-delà du milieu du XIe siècle. On sait d'autre part que la maison de la Recluse existait dès l'Antiquité. Cette loge étroite fut édifiée au XIIe ou au XIIIe siècle. L'église du lieu ne fut même consacrée qu'au mois de décembre 1095.

## Description
La recluserie de Saint-Flour était une étroite loge en encorbellement à cheval sur le vieux pont. L'encadrement de la porte était bouché par une bâtisse à chaux et à sable. Un retrait dans un des côtés de la muraille formait, un mètre ou un mètre 30 de hauteur au-dessus du plancher, une alcôve boisée pour le lit ; l'arche où la recluse enfermait ses hardes lui servait d'escabeau pour y monter. La loge était couverte en tuiles creuses du pays.

## Les reclus ou recluses

### Recrutement et « enfermement »
Les récluseries étaient fréquentes dans les villes au Moyen Âge. Les jeunes gens, majoritairement des femmes, étaient tous volontaires pour être enfermés jusqu'à leur mort, conscients qu'ils ne quitteraient la cellule que « les pieds devant », c'est-à-dire morts, afin de prier pour la sauvegarde de la ville et de ses faubourgs. L’enfermement donnait lieu à une cérémonie à laquelle toute la population participait : un office religieux était tenu à la cathédrale puis le cortège se rendait jusqu’au réduit. Les familles des reclus étaient anoblies. En majorité, les reclus vivaient de quelques mois à une année (5 ans pour la plus endurante). Il fallait résister aux conditions les plus extrêmes : le vent, le brouillard des demi-saisons, le froid glacial de l’hiver et des conditions d’hygiène entrainant anémie, fièvre, rhumatismes articulaires… Quand le ou la recluse mourait, on n'éprouvait aucune difficulté pour trouver un remplaçant ou une remplaçante. Des volontaires sollicitaient aussitôt l'honneur de prendre une place qui sacralisait en quelque sorte son titulaire, comblait de fierté et de grâces sa famille. La clientèle du reclusage se trouvait dans le peuple et surtout dans la classe moyenne.

### Fonctions
La fonction du reclus ou de la recluse était la prière, rien que la prière. Le titulaire n'était pas contraint à lire des offices spéciaux, vu que la plupart des femmes ne le savaient pas. En revanche, elles savaient par cœur un bon nombre de prières liturgiques et cela suffisait. La personne enfermée priait pour elle mais avait aussi pour obligation de prier « pour toutes les âmes ». Parfois, la prière ne permettait pas aux recluses de suffire aux souffrances que cet acte entraînait et certaines d'entre elles se suicidaient.